# Garrick Theater (Chicago)
Il Garrick Theater fu un teatro di Chicago progettato da Louis Sullivan e Dankmar Adler dello studio Adler & Sullivan per la German Opera Company. Al momento della sua costruzione, era tra gli edifici più alti della città. Il suo fulcro era un teatro da 1.300 posti, considerato dagli storici dell'architettura una delle più grandi collaborazioni tra Adler e Sullivan.

## Storia

### Fondazione
Inaugurato nel 1891,  lo Schiller Theater fu originariamente finanziato dall'ex editore dell'Illinois Staats-Zeitung Anton C. Hesing (1823-1895) e da altri investitori tedeschi ed era previsto per essere utilizzato per opere e eventi culturali in lingua tedesca. Uno dei riferimenti più tangibili al suo patrimonio tedesco era una serie di busti in terracotta di personaggi tedeschi prominenti sul secondo piano dell'arcata. Una parte di questa arcata è ora integrata nella facciata del teatro The Second City di Chicago.

### Cambi di nome
Il teatro cambiò nome e funzioni nei decenni successivi. Fu brevemente noto come Dearborn Theater dal 1898 al 1903, fino a stabilirsi definitivamente con il nome Garrick Theater. Dopo che gli investitori tedeschi abbandonarono il progetto alla fine degli anni 1890, cessò le sue rappresentazioni tedesche e presentò spettacoli teatrali in tournée. Negli anni '30 il teatro fu acquisito da Balaban & Katz che lo trasformò in un cinema. Diventò uno studio televisivo nel 1950 e tornò a proiettare film nel 1957.

### Demolizione
Dopo un lungo declino iniziato negli anni '30, il Garrick fu demolito all'inizio del 1961 e sostituito con una struttura per parcheggi.  La demolizione suscitò un forte clamore ed è considerata uno dei primi grandi sforzi di conservazione a Chicago. Il fotografo e storico della conservazione Richard Nickel riuscì a salvare centinaia di artefatti e ornamenti dall'edificio prima e durante la sua demolizione, oltre a registrare estese note, diagrammi e fotografie della struttura.